# Lada Vesta
LADA Vesta (укр. Лада Веста) — російський автомобіль середнього класу, який АвтоВАЗ випускає з 25 вересня 2015 року. Повинен замінити сімейство Lada Priora в модельній лінійці автовиробника. Старт продажів Vesta відбувся 25 листопада 2015 року.

## Опис

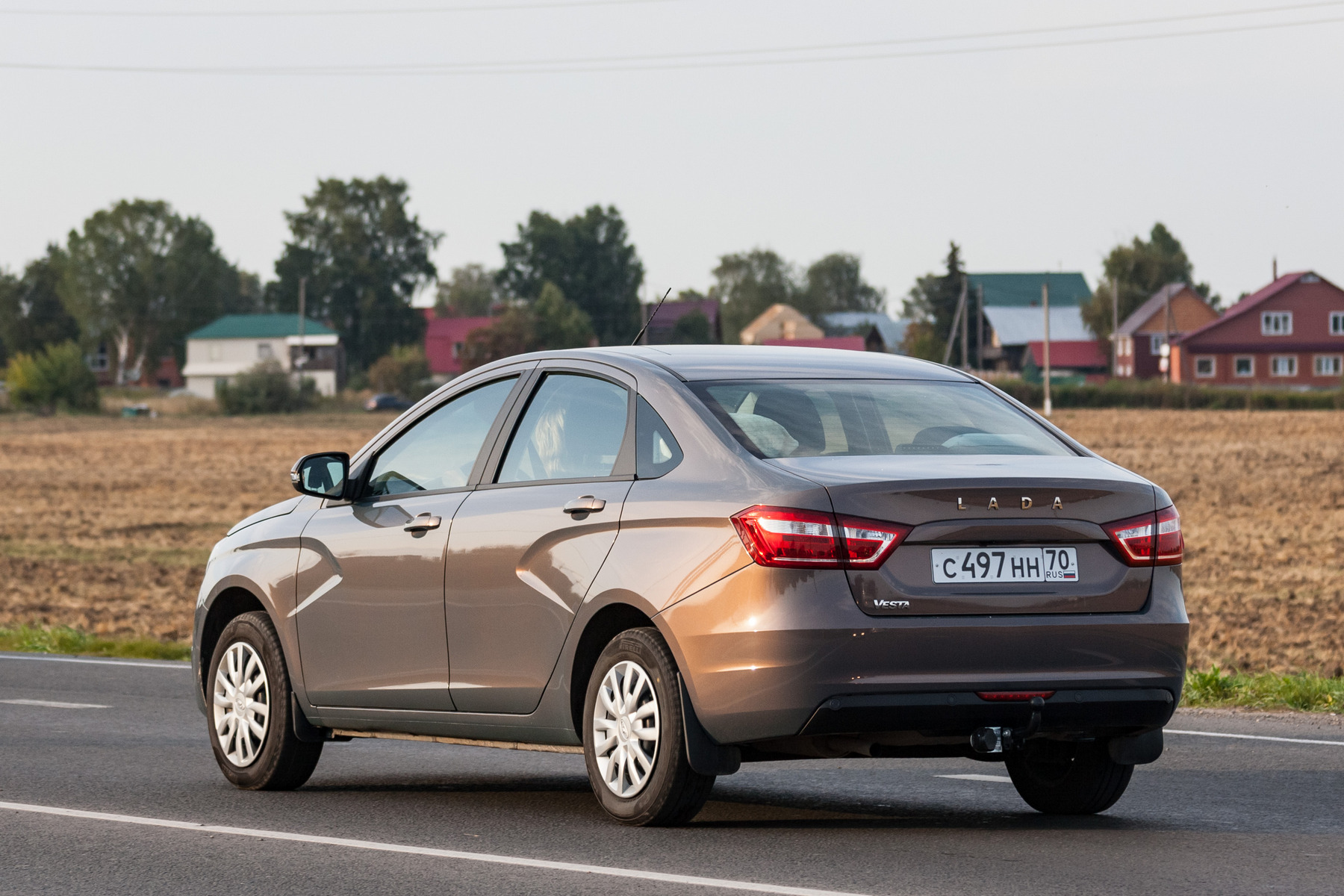
Lada Vesta

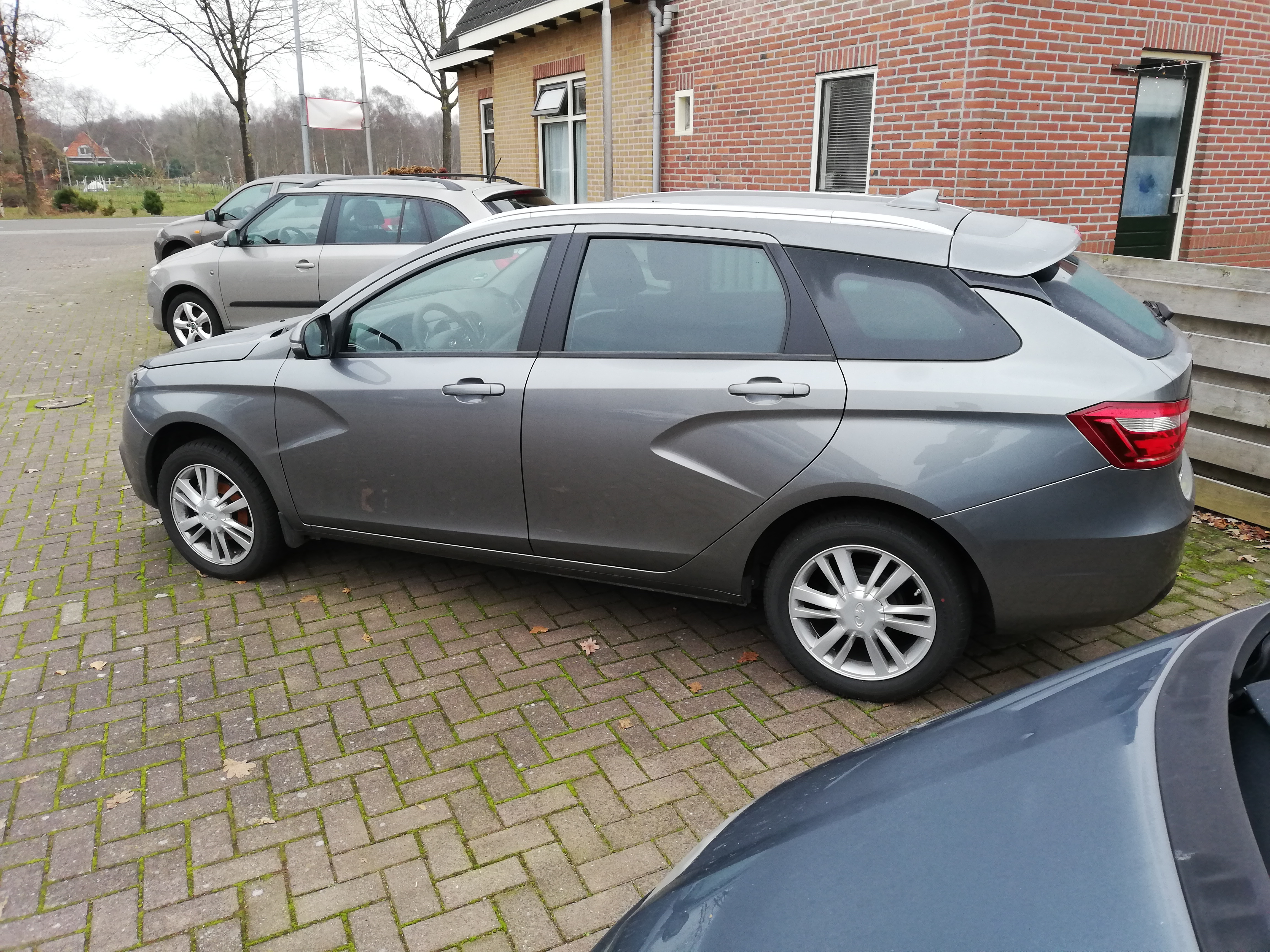
Lada Vesta SW

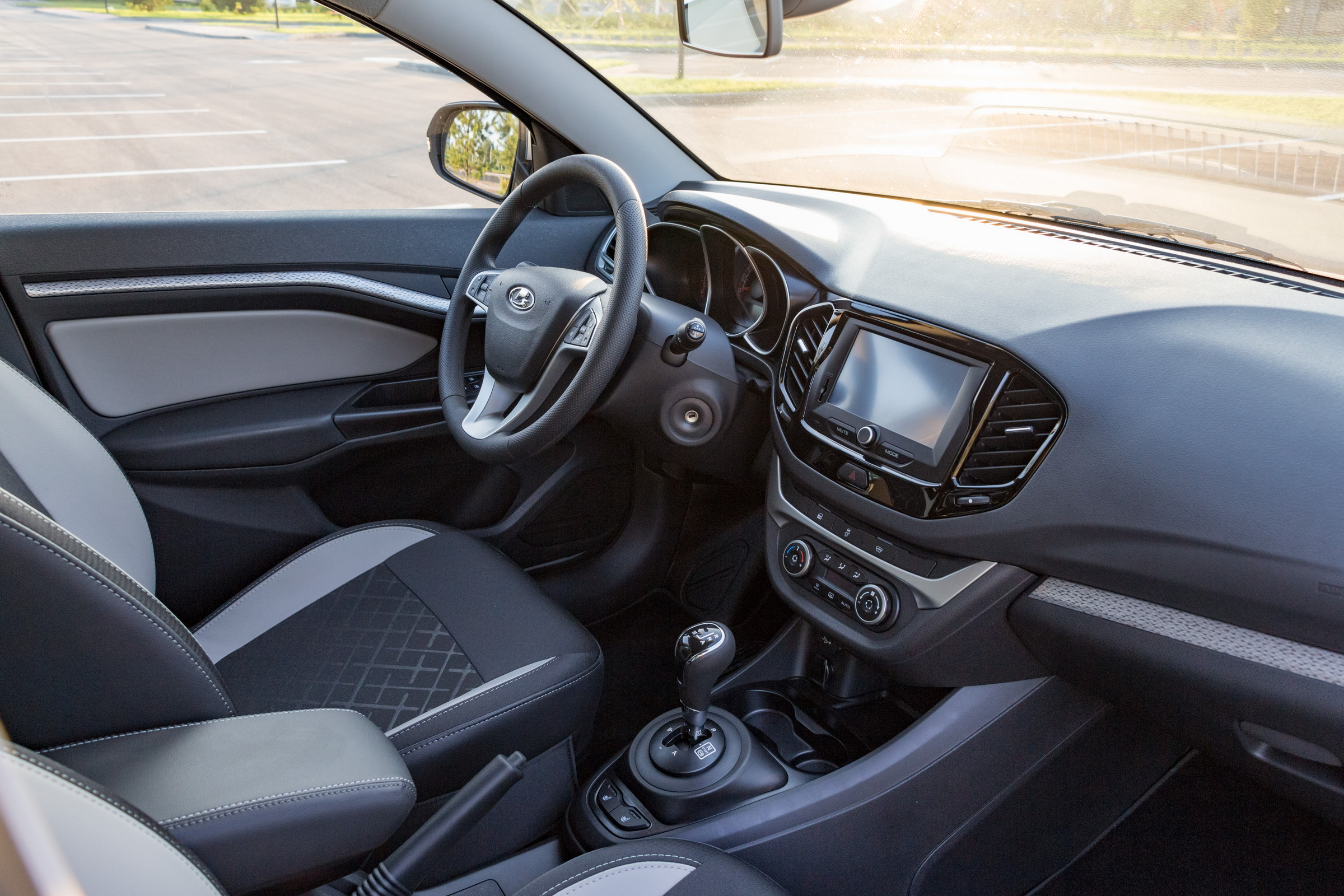
Lada Vesta

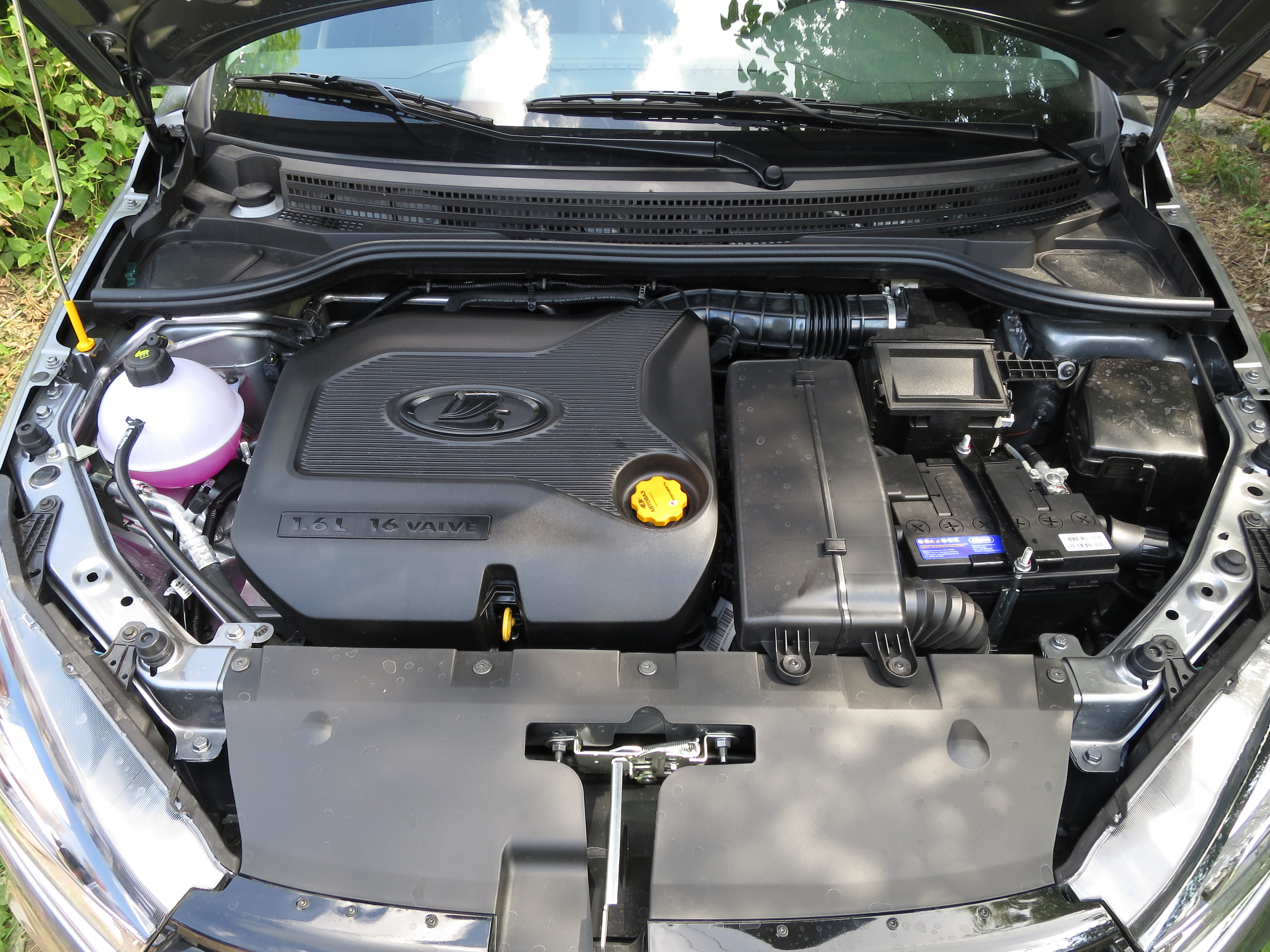
двигун Lada Vesta

Автомобіль створений на платформі Lada B, подальшій переробці нереалізованого проекту Lada C. Дизайн майбутнього автомобіля базується на концепт-карах Lada XRAY і Lada XRAY Cross. Автомобіль отримав повністю оригінальну передню підвіску з L-подібними важелями і новими поворотними кулаками та кастором в 5 градусів, рульове управління від Renault Megane. Рульова колонка буде регулюватися і по нахилу, і по вильоту у всіх комплектаціях, крім початковій. Деякі компоненти, такі, як гальма і радіатор, запозичені з розробок Renault-Nissan.
Автомобіль оснащується двигунами ВАЗ об'ємом 1,6 літра (106 к.с. ВАЗ-21129) і двигуном об'ємом 1,8 літра (122 к.с. ВАЗ-21179). Для машини запропоновані два варіанти трансмісії. Це 5-ступінчаста механічна коробка передач і автоматизована механічна трансмісія (АМТ) російської розробки (ВАЗ 21827). Дізнатися, яка коробка стоїть на автомобілі, можна за VIN-номером автомобіля: якщо в ньому є код GFL13, то коробка передач Renault, якщо GFL11 - встановлена вазівська «механіка» ВАЗ-21807. У версій з «роботом» код GFL12.
У 2017 році LADA Vesta планують оснащувати газобалонним обладнанням, яке дозволить використовувати в якості палива природний газ (метан), стислий до 250 атмосфер. Ця версія в рівній мірі здатна працювати як на звичайному бензині, так і на СГ, що істотно розширює можливості автомобіля.

## Модифікації
- Lada Vesta — 5-місний седан (з 2015)
- Lada Vesta Cross — 5-місний седан з виглядом позашляховика
- Lada Vesta CNG - модифікація, що дозволяє використовувати два види палива: стиснений природний газ (метан) і бензин (з 2017)
- Lada Vesta SW — універсал (з 2017)
- Lada Vesta SW Cross — універсал з виглядом позашляховика (з 2017)
- Lada Vesta Sport - 5-місний седан з оригінальними бамперами, порогами і спойлером на кришці багажника (з 2018)

## Двигуни
- 1,6 л ВАЗ-21129 потужністю 106 к.с. при 5800 об/хв крутний момент 148 Нм при 4200 об/хв (з 2015)
- 1,8 л ВАЗ-21179 потужністю 122 к.с. при 6000 об/хв крутний момент 170 Нм при 3750 об/хв (з 2016)
- 1,8 л ВАЗ-21179 потужністю 145 к.с. при 6000 об/хв крутний момент 182 Нм при 3750 об/хв (Lada Vesta Sport, з 2018)
- 1.6 л H4M 113 к.с., 152 Нм (з 2019)

## Автоспорт

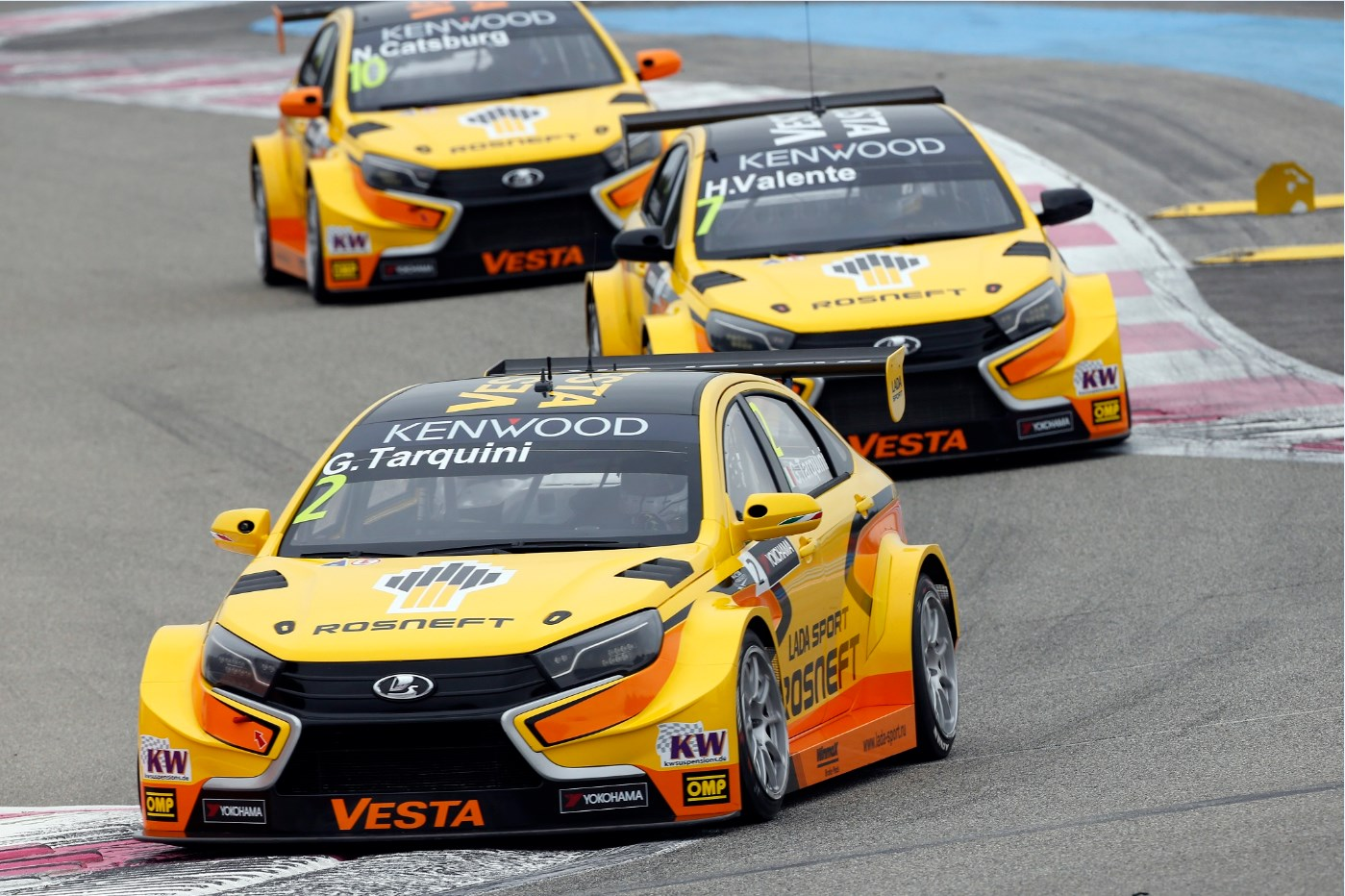
LADA Vesta в гонці російського етапу WTCC

З 2015 року седан LADA Vesta є базою для гоночного автомобіля LADA Vesta TC1 команди LADA Sport Rosneft в чемпіонаті світу серед легкових автомобілів. До початку сезону команда встигла повноцінно підготувати лише два автомобіля для Роберта Хаффа і Джеймса Томпсона. В аргентинському етапі WTCC на трасі Термас де Ріо Ондо Vesta TC1 показала непоганий темп і хороші результати в кваліфікації, але в гонці два автомобіля команди зійшли з дистанції через контактну боротьбу з іншими учасниками.